# St-Gervais-St-Protais (Bessancourt)

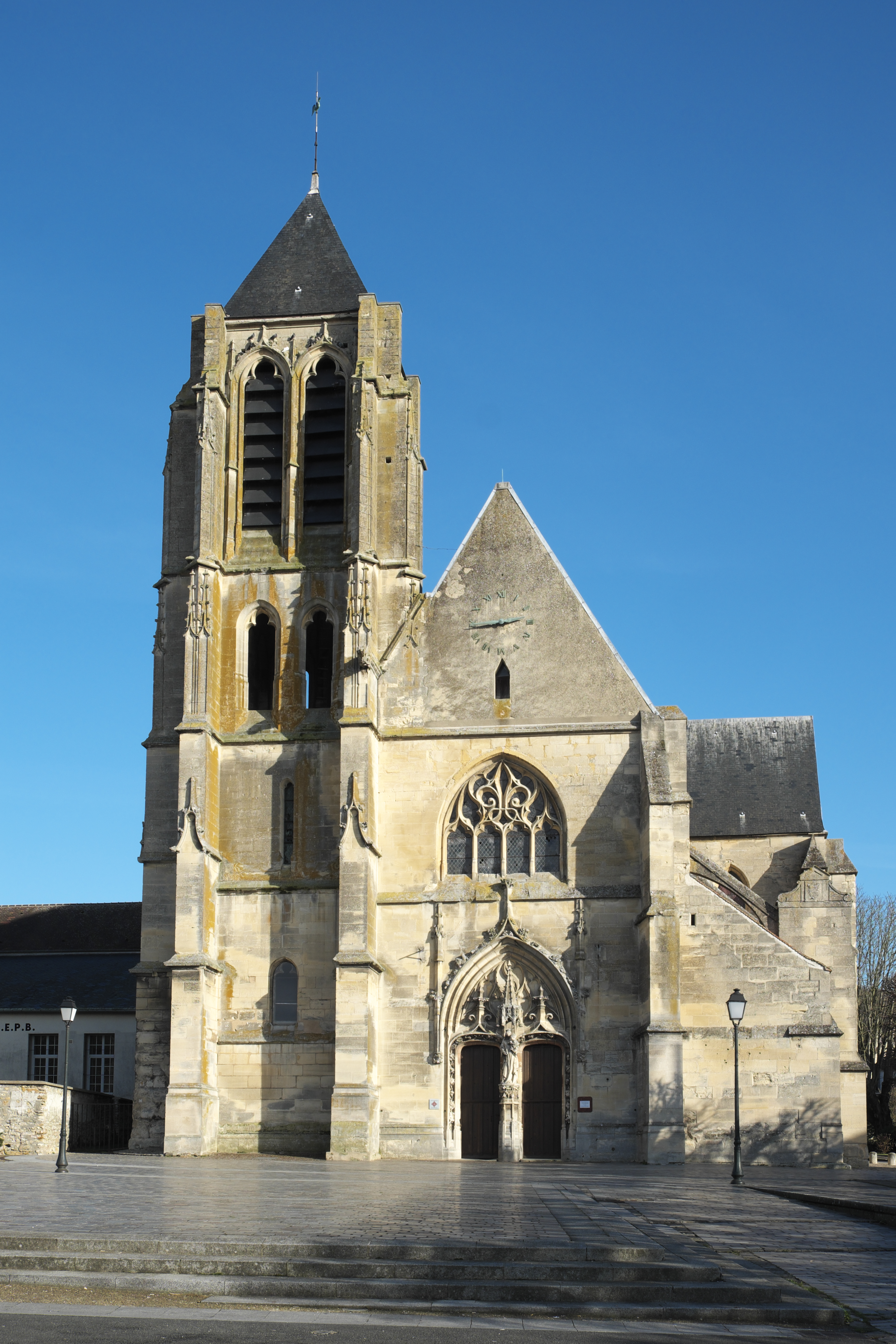
Pfarrkirche Saint-Gervais-Saint-Protais

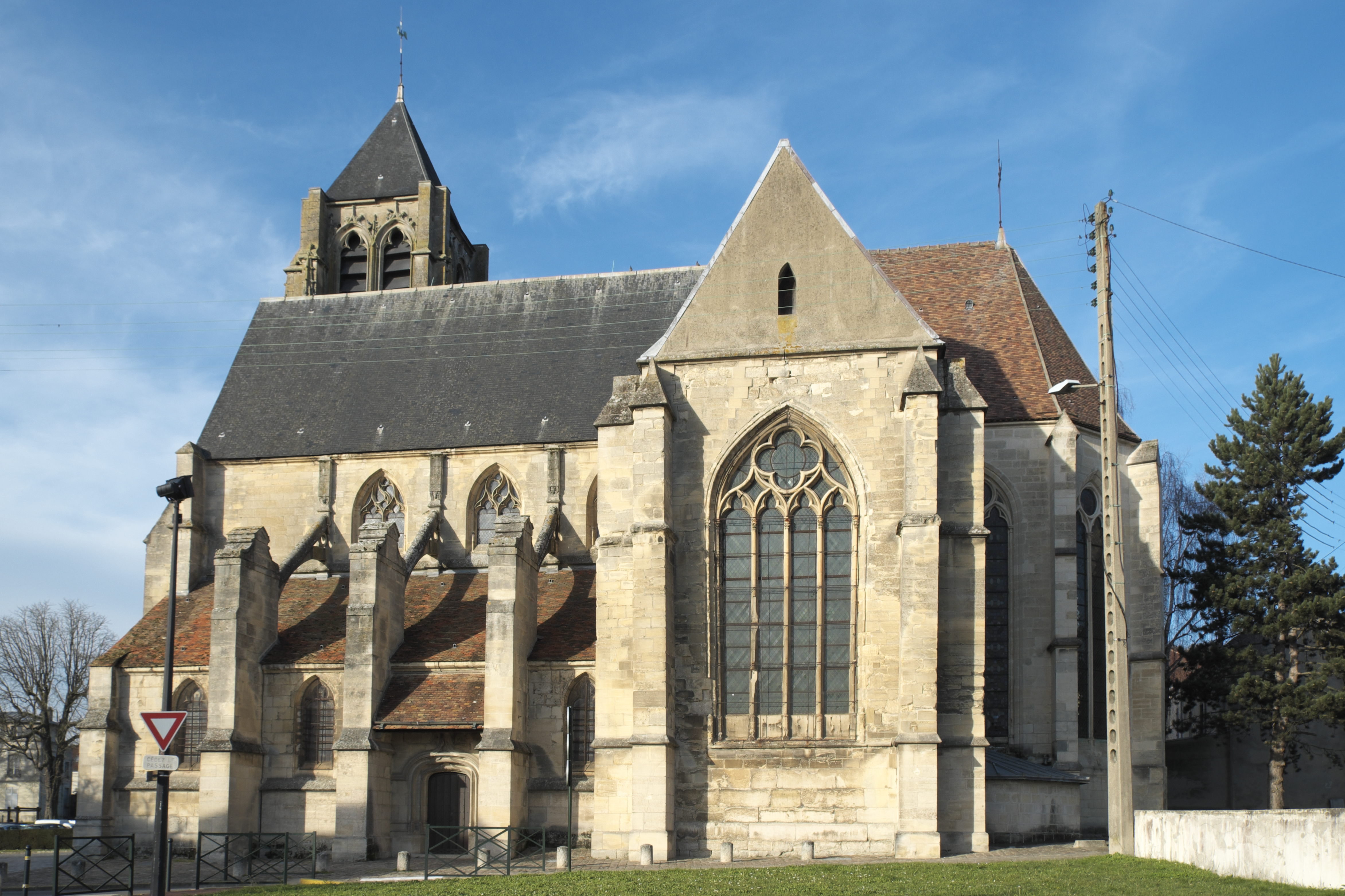
Ansicht von Süden

Die katholische Pfarrkirche Saint-Gervais-Saint-Protais in Bessancourt, einer Gemeinde im Département Val-d’Oise in der französischen Region Île-de-France, wurde in der ersten Hälfte des 13. Jahrhunderts im Stil der Gotik errichtet. Im Jahr 1921 wurde die den Märtyrern Gervasius und Protasius geweihte Kirche als Monument historique in die Liste der Baudenkmäler in Frankreich aufgenommen.

## Geschichte
Bereits 1189 wurde durch den Bischof von Paris, Maurice de Sully, in Bessancourt eine Pfarrei eingerichtet. In den 1230er Jahren gelangte der Ort in den Besitz des Zisterzienserinnenklosters Maubuisson in Saint-Ouen-l’Aumône, das die heutige Kirche errichten ließ. 1652 wurde die Kirche bei den Frondeaufständen geplündert und verwüstet. In der Folge der Französischen Revolution wurde die Abtei Maubuisson aufgehoben, die Kirchengüter wurden versteigert und zwischen 1791 und 1801 fand in der Kirche kein Gottesdienst mehr statt. 1801 wurde Bessancourt in das neu gegründete Bistum Versailles eingegliedert, seit 1966 gehört es zum Bistum Pontoise.

## Architektur

### Außenbau

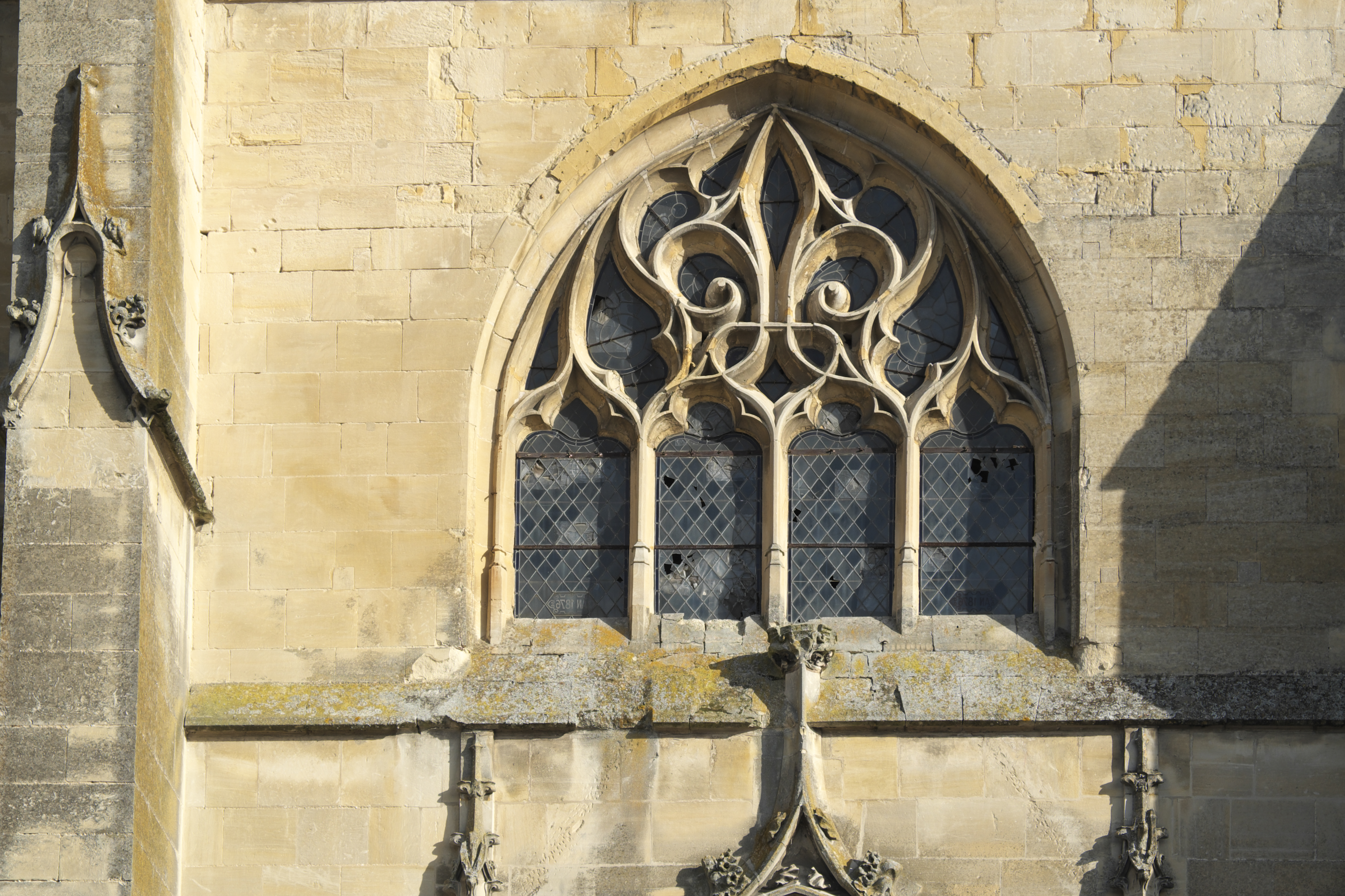
Maßwerkfenster der Westfassade

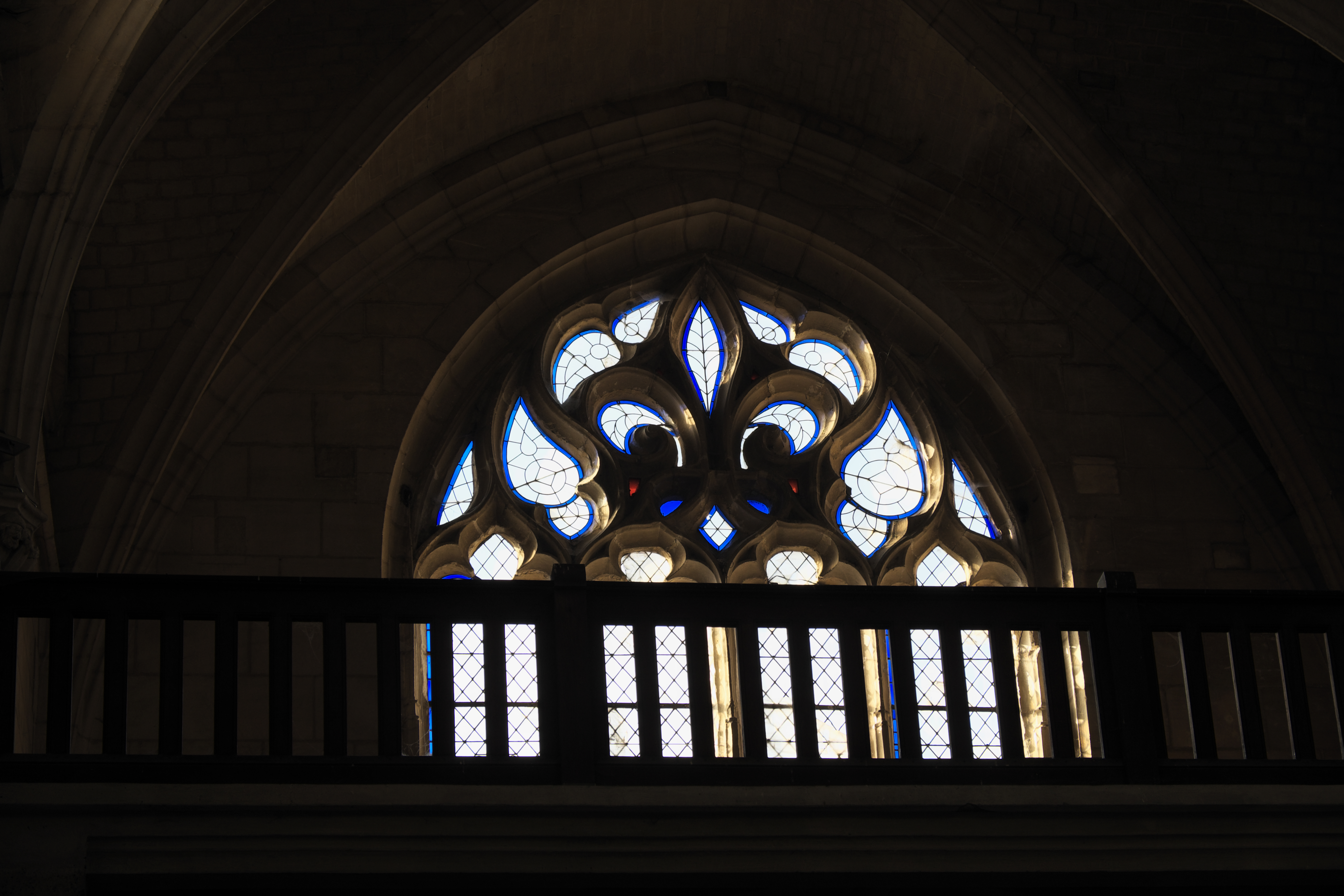
Maßwerkfenster der Westfassade

An der Nordseite der Westfassade erhebt sich der 30 Meter hohe Glockenturm aus dem 15. Jahrhundert. Das große Fenster über dem Hauptportal besitzt ein Maßwerk aus dem 19. Jahrhundert, das die Form einer Lilie, das Symbol der französischen Monarchie, aufweist. Sie soll an die Königin Blanka von Kastilien erinnern, die Mutter des französischen Königs Ludwig IX., auf die die Gründung der Abtei Maubuisson zurückgeht.

### Hauptportal
Das Hauptportal ist im Stil der Flamboyant-Gotik errichtet, es wurde Ende des 19. Jahrhunderts weitgehend erneuert. Der Trumeaupfeiler ist mit einer Madonna mit Kind besetzt, einer Nachbildung einer Skulptur aus dem 16. Jahrhundert. Die beiden Türöffnungen werden umrahmt von Trauben, Weinranken und Weinblättern, die beiden unteren Figuren stellen Winzer dar. Sie sind ein Hinweis auf die Bedeutung, die der Weinbau bis ins 19. Jahrhundert für Bessancourt hatte.

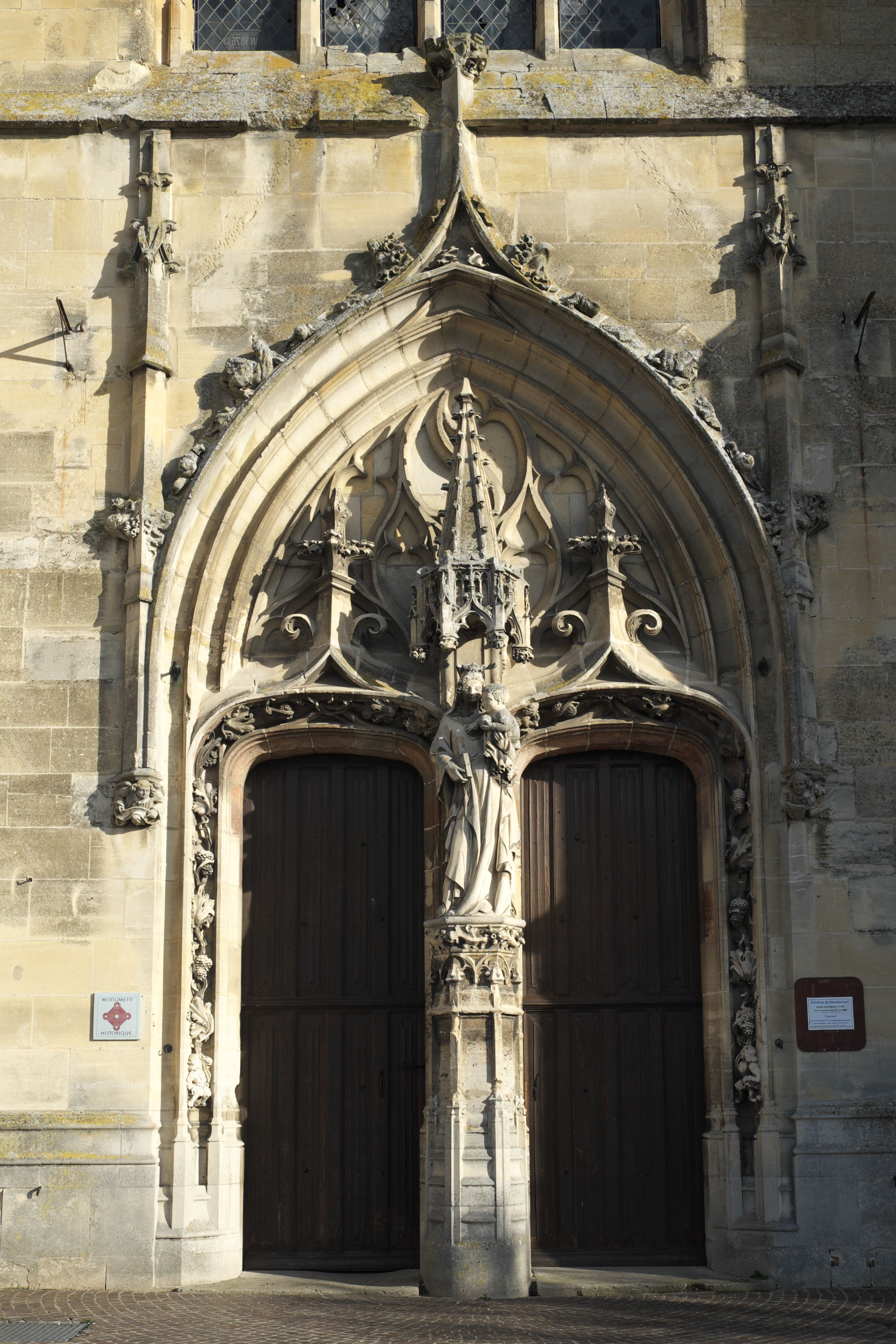
Westportal
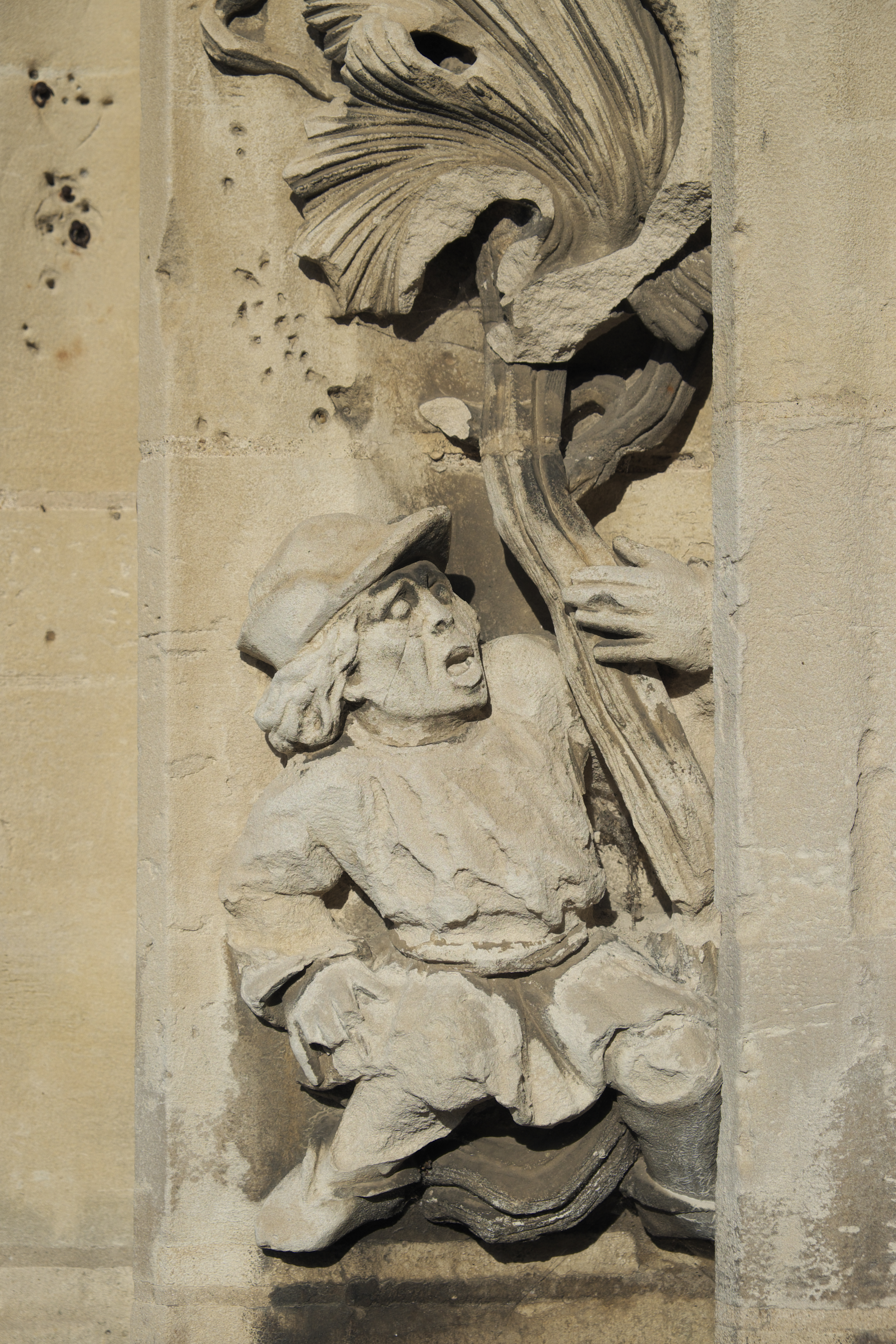
Relief eines Winzers
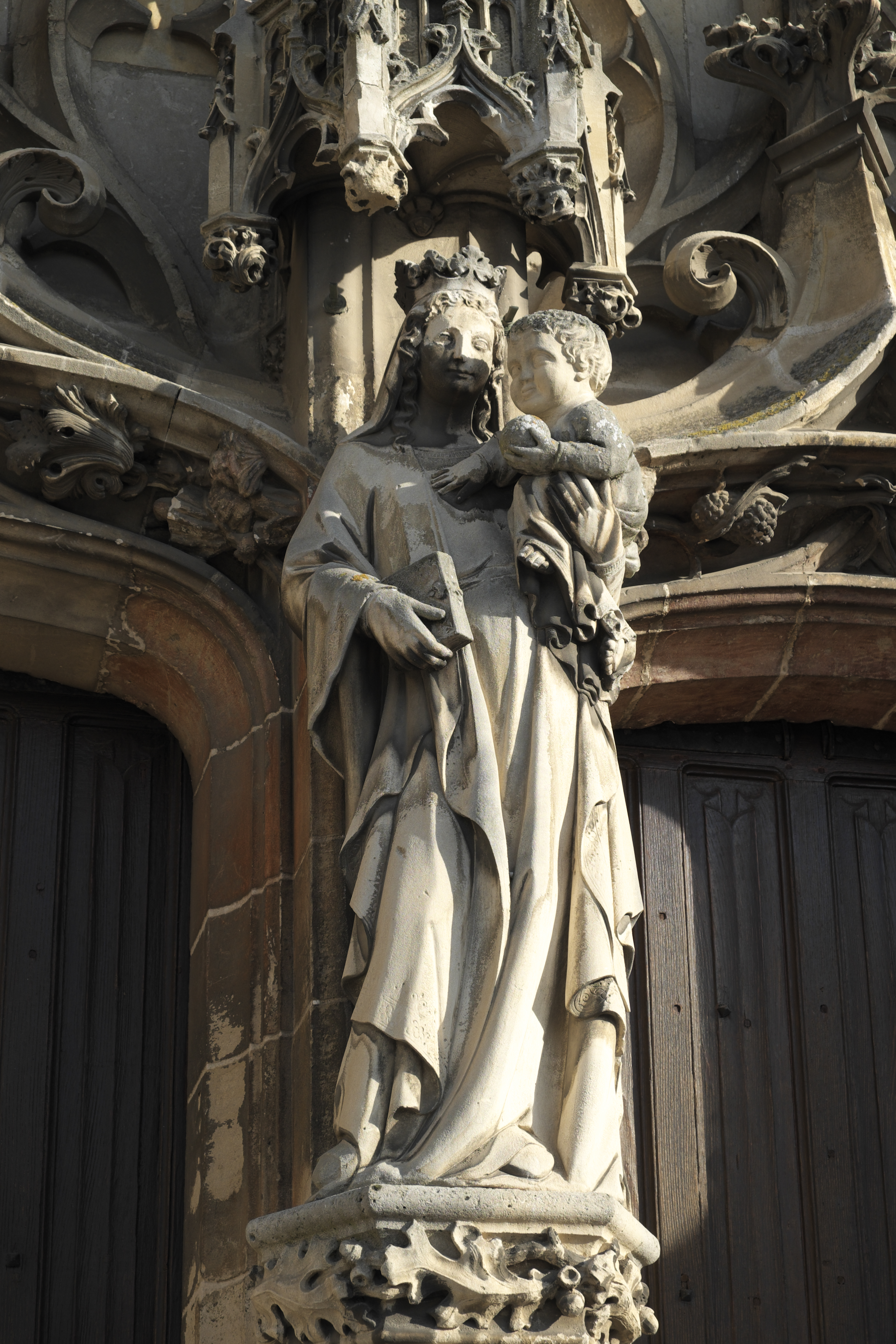
Madonna mit Kind am Trumeaupfeiler

### Innenraum

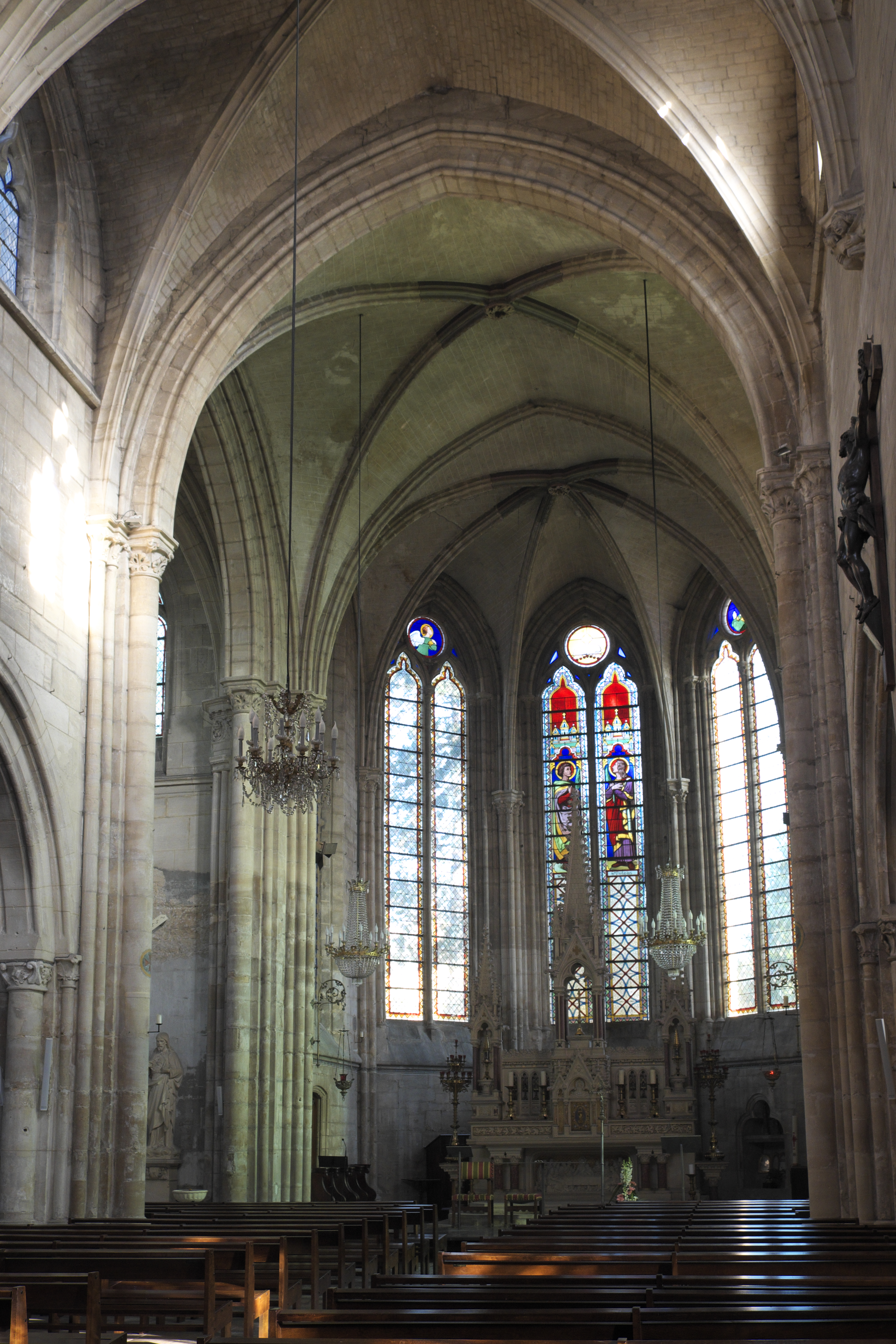
Innenraum

Der Chor mündet in eine Apsis, die von drei hohen, zweibahnigen Lanzettfenstern beleuchtet wird. Unter dem rechten Fenster, in einer Nische mit Dreipassbogen, ist eine Piscina eingebaut.
Das Langhaus ist dreischiffig und in vier Joche gegliedert. Haupt- und Seitenschiffe werden von Kreuzrippengewölben gedeckt, die mit zahlreichen Schlusssteinen verziert sind. Die Säulen der Vierung sind mit Blattkapitellen versehen. Die mächtigen Säulen, auf denen die Mittelschiffarkaden aufliegen, sind anstelle von Kapitellen mit einem umlaufenden Fries verziert, auf dem Personen, Köpfe und Tiere dargestellt sind. Auch sind Weinblätter und Trauben zu sehen, ebenso Phantasiewesen wie ein geflügelter Fisch mit dem Kopf eines Hundes oder ein Löwe mit einem menschlichen Kopf.
Das nördliche Querhaus geht auf das 16. Jahrhundert zurück. Es weist kannelierte, mit Kapitellen verzierte Pilaster im Stil der Renaissance auf. Auf dem zentralen Schlussstein des Gewölbes sind drei Figuren, ein Dreieck und ein Winkel zu erkennen, vielleicht ein Symbol der Baumeisterzunft. Auf den äußeren Schlusssteinen sind die vier Evangelisten mit ihren Symbolen dargestellt.

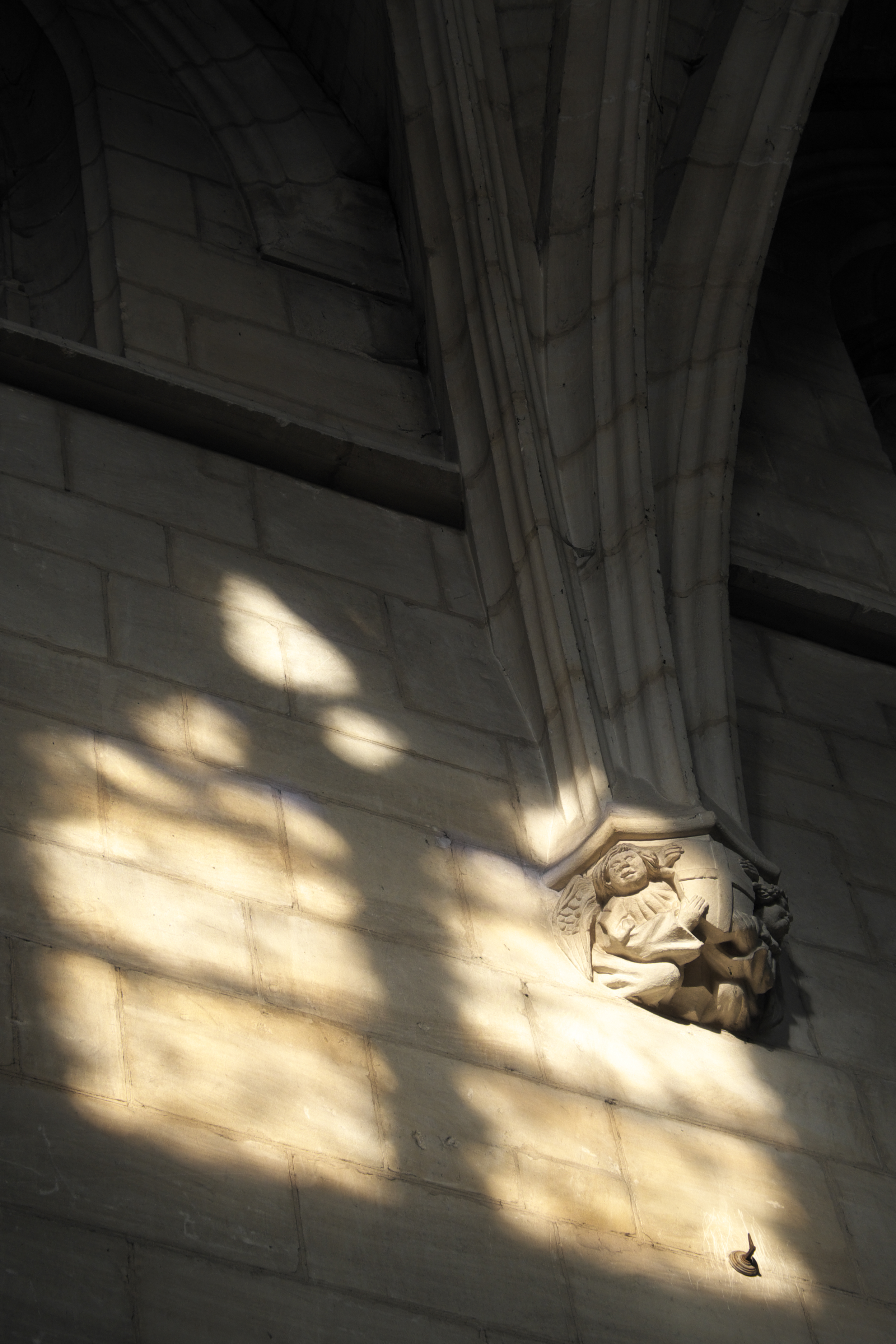
Konsole
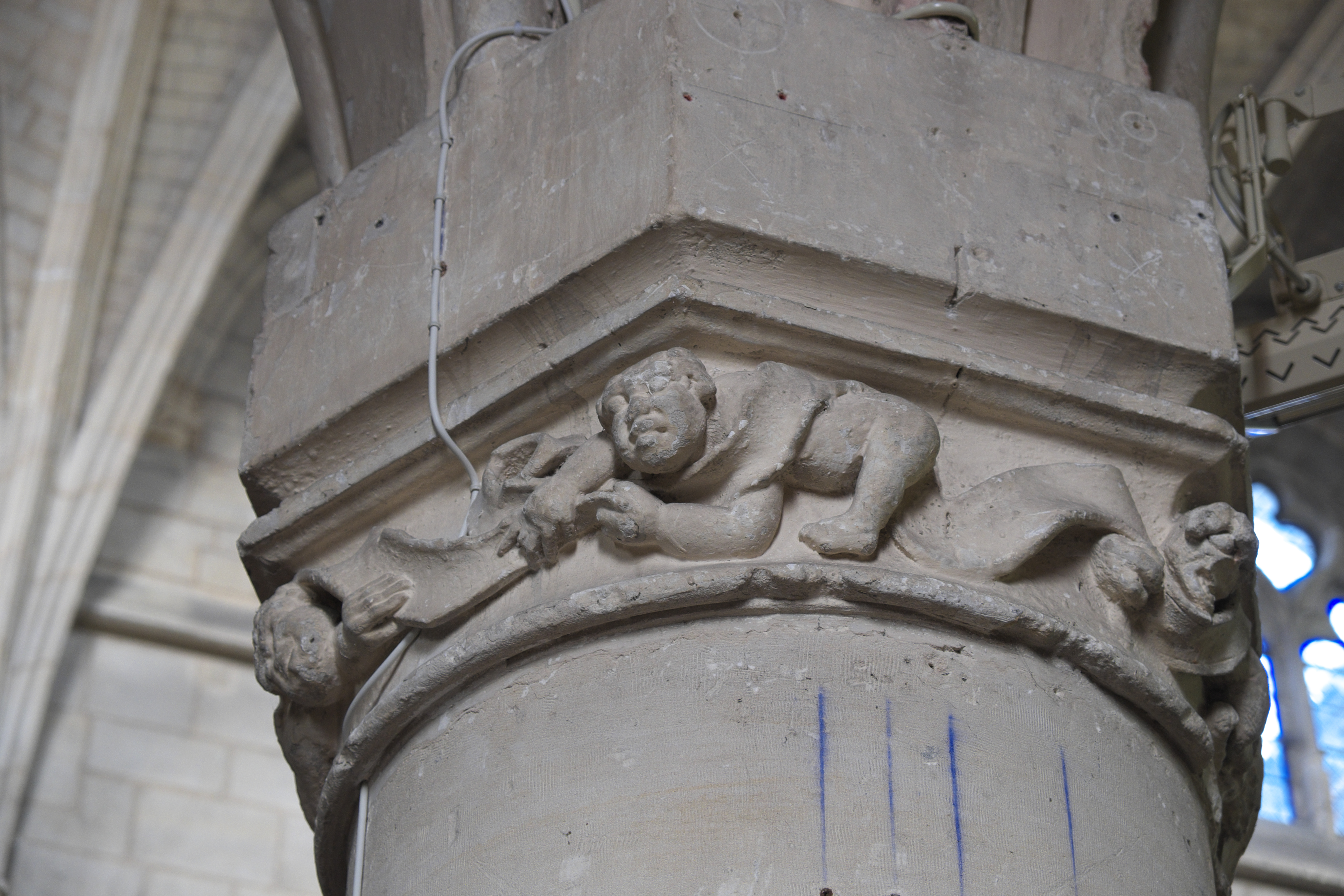
Kapitell
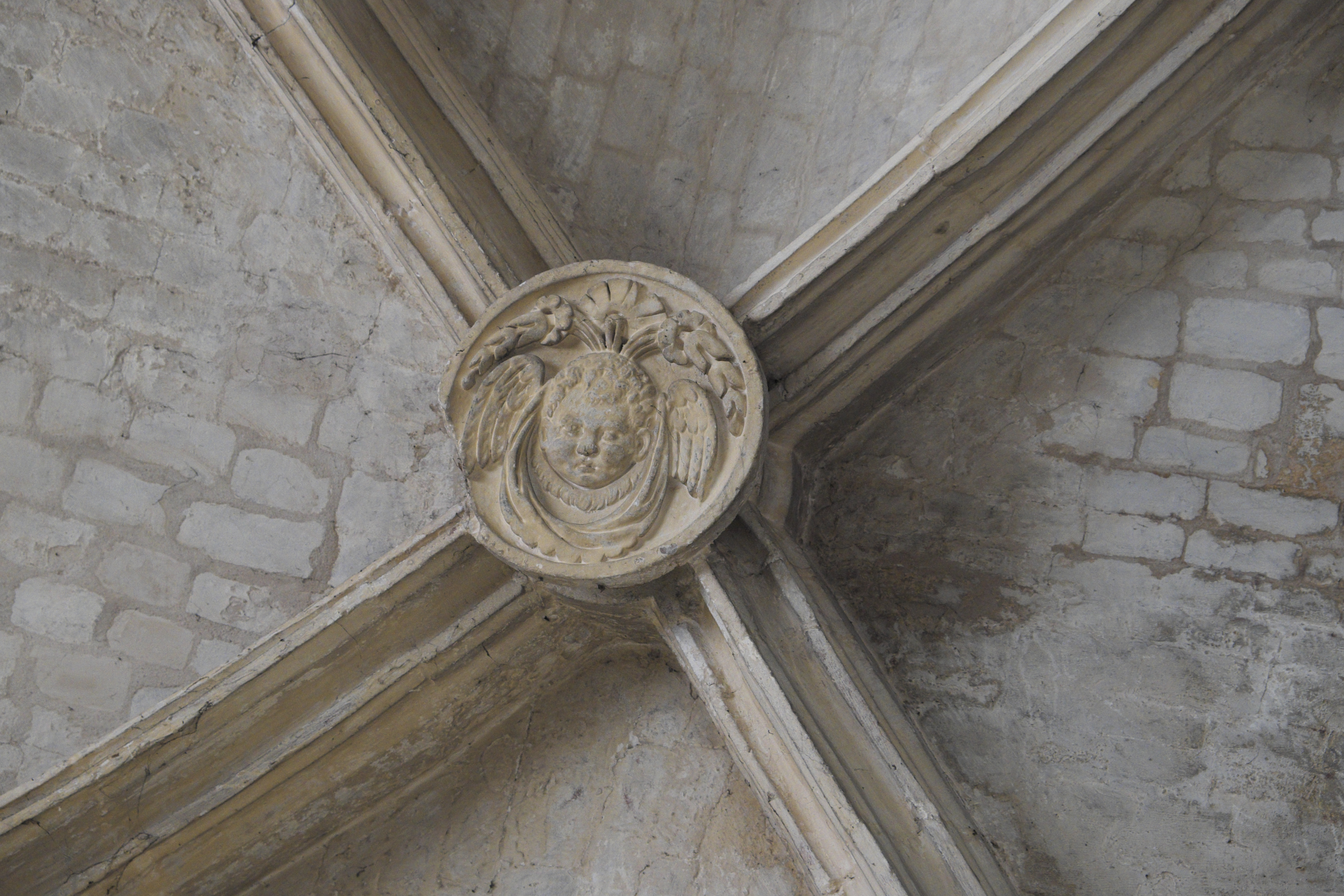
Schlussstein
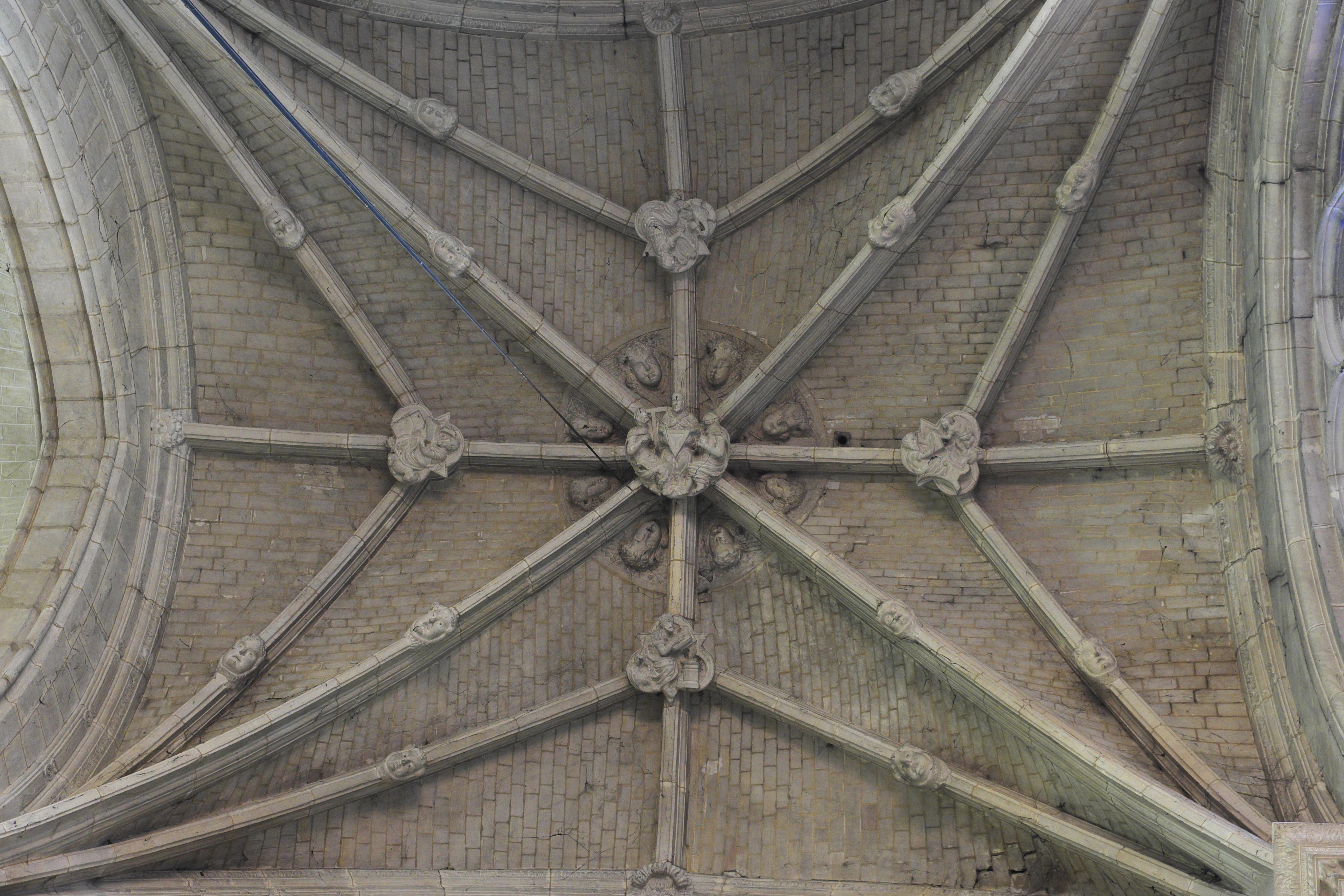
Gewölbe im nördlichen Querhaus

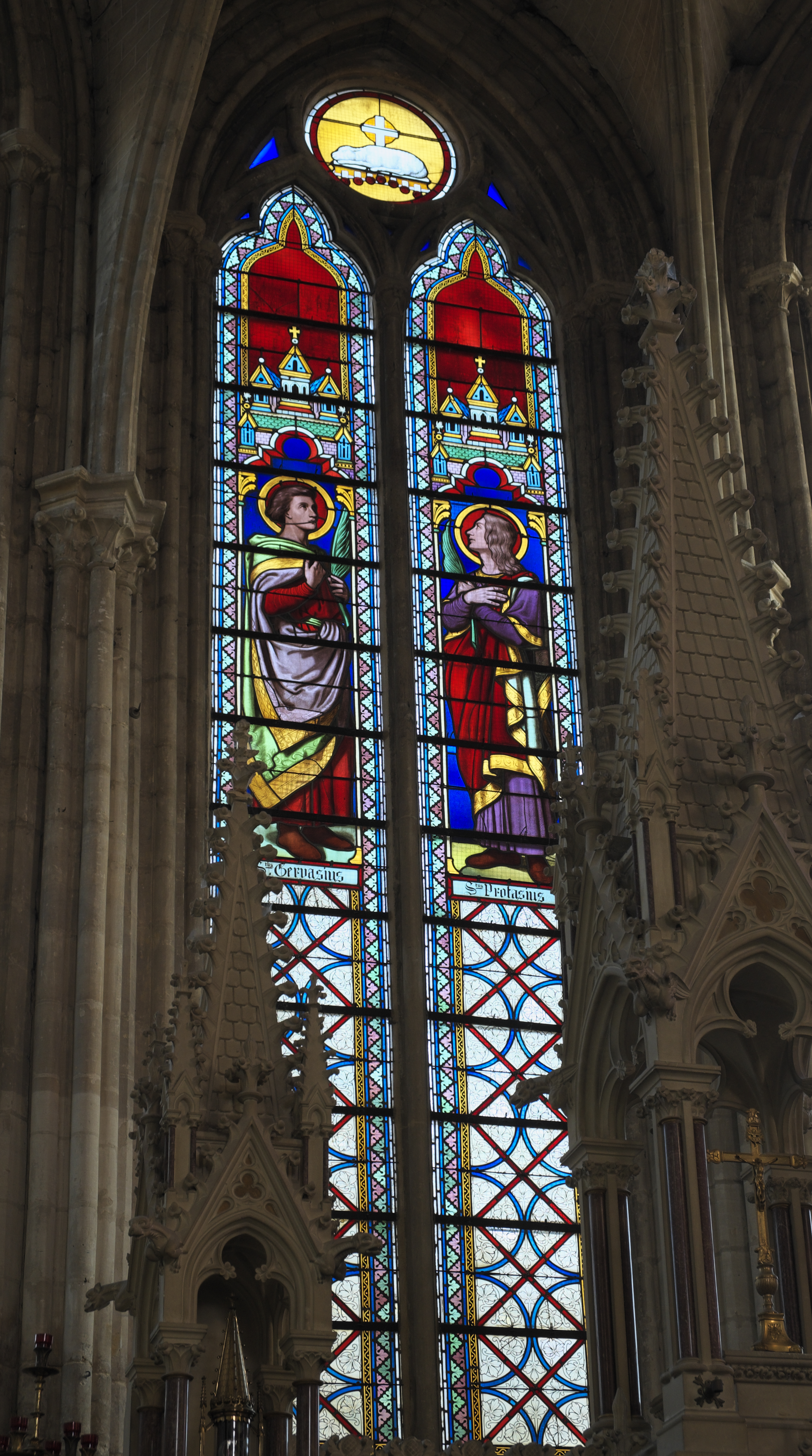
Bleiglasfenster mit den Heiligen Gervasius und Protasius

## Bleiglasfenster
Die beiden zentralen Lanzettfenster im Chor aus dem 14. Jahrhundert wurden 1861 restauriert. Die Bleiglasfenster wurden von Eugène Oudinot ausgeführt. Sie stellen die beiden Schutzpatrone der Kirche, den heiligen Gervasius und den heiligen Protasius, dar.

## Ausstattung
- Die Schnitzfigur Madonna mit Kind wird ins 14. Jahrhundert datiert.[2]
- Eine ursprüngliche Truhe aus dem späten 15. Jahrhundert mit fünfzehn mit Flamboyant-Dekor geschnitzten Tafeln wird heute als beweglicher Altar genutzt.[3]
- Die Skulpturengruppe der Unterweisung Mariens stammt aus dem ersten Viertel des 16. Jahrhunderts.[4]
- Die holzgeschnitzte Einfassung des Taufbeckens aus dem 16. Jahrhundert diente ehemals als Chorschranke.[5]
- Die Bank für den Kirchenvorstand (banc d’œuvre) aus dem 17. Jahrhundert wurde zum Windfang des Südportals umgebaut. Auf den aus Eichenholz geschnitzten Relieftafeln sind Engel und Heilige sowie die Himmelfahrt Mariens dargestellt.[6]

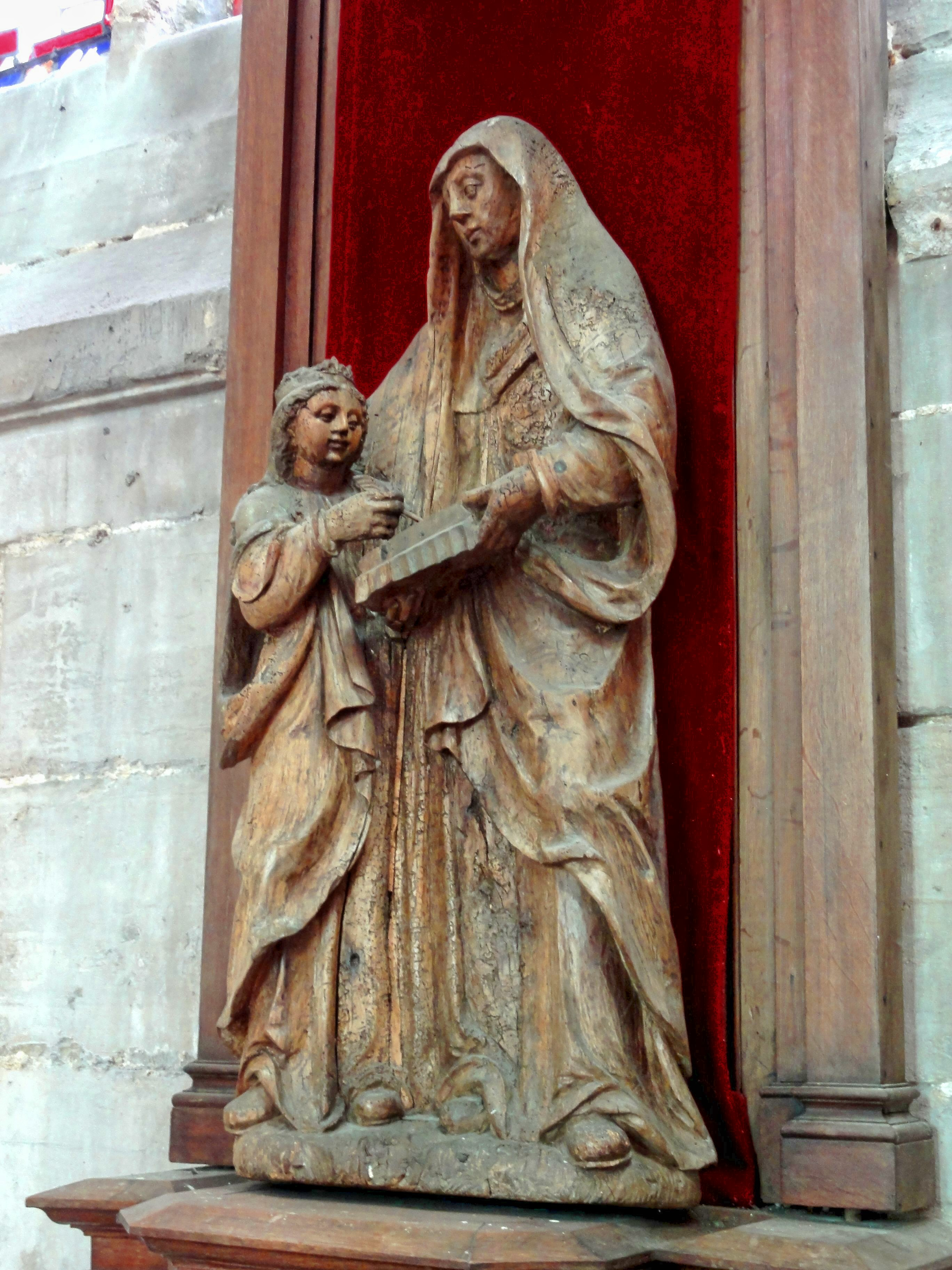
Unterweisung Mariens
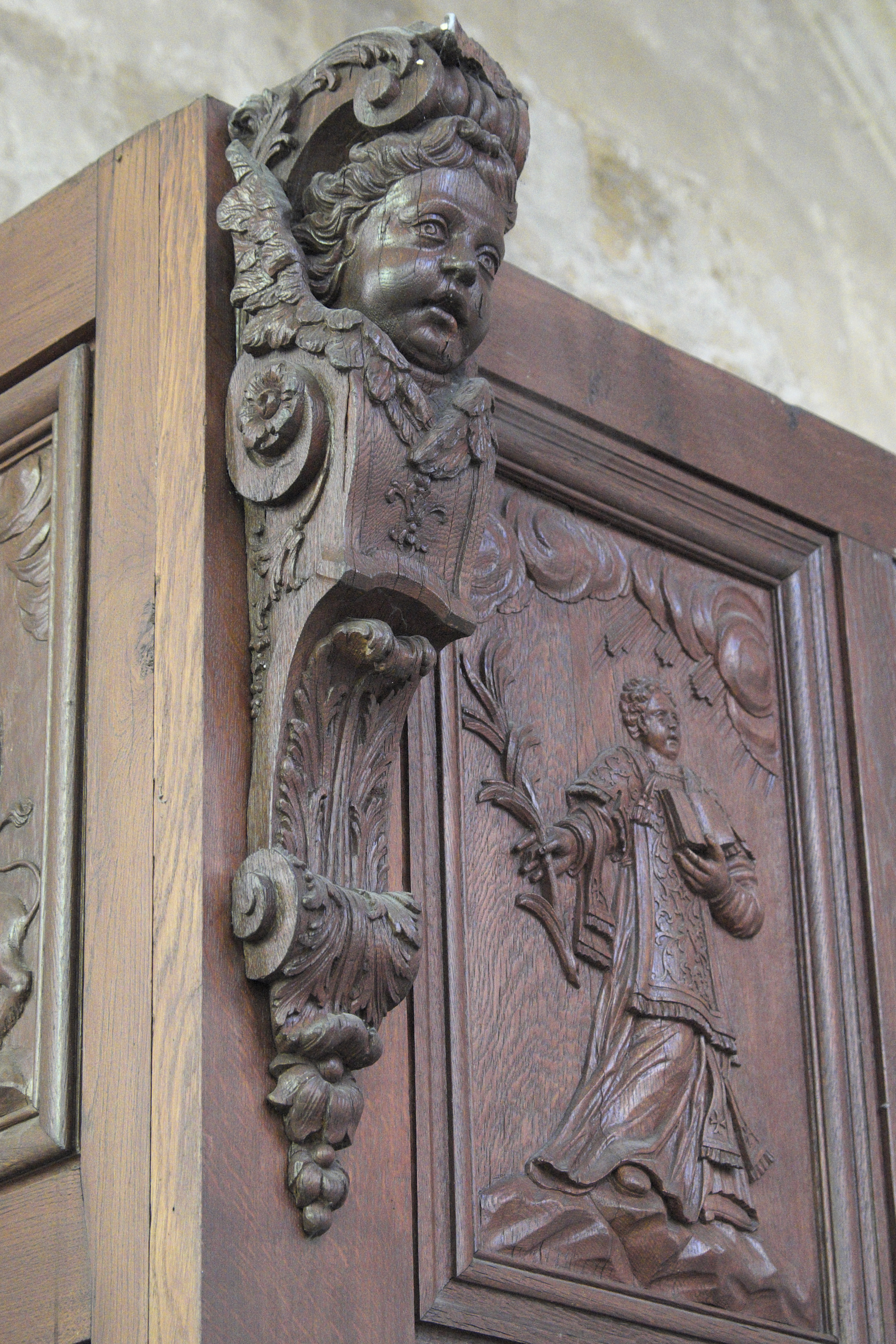
Ehemalige Banc d’œuvre
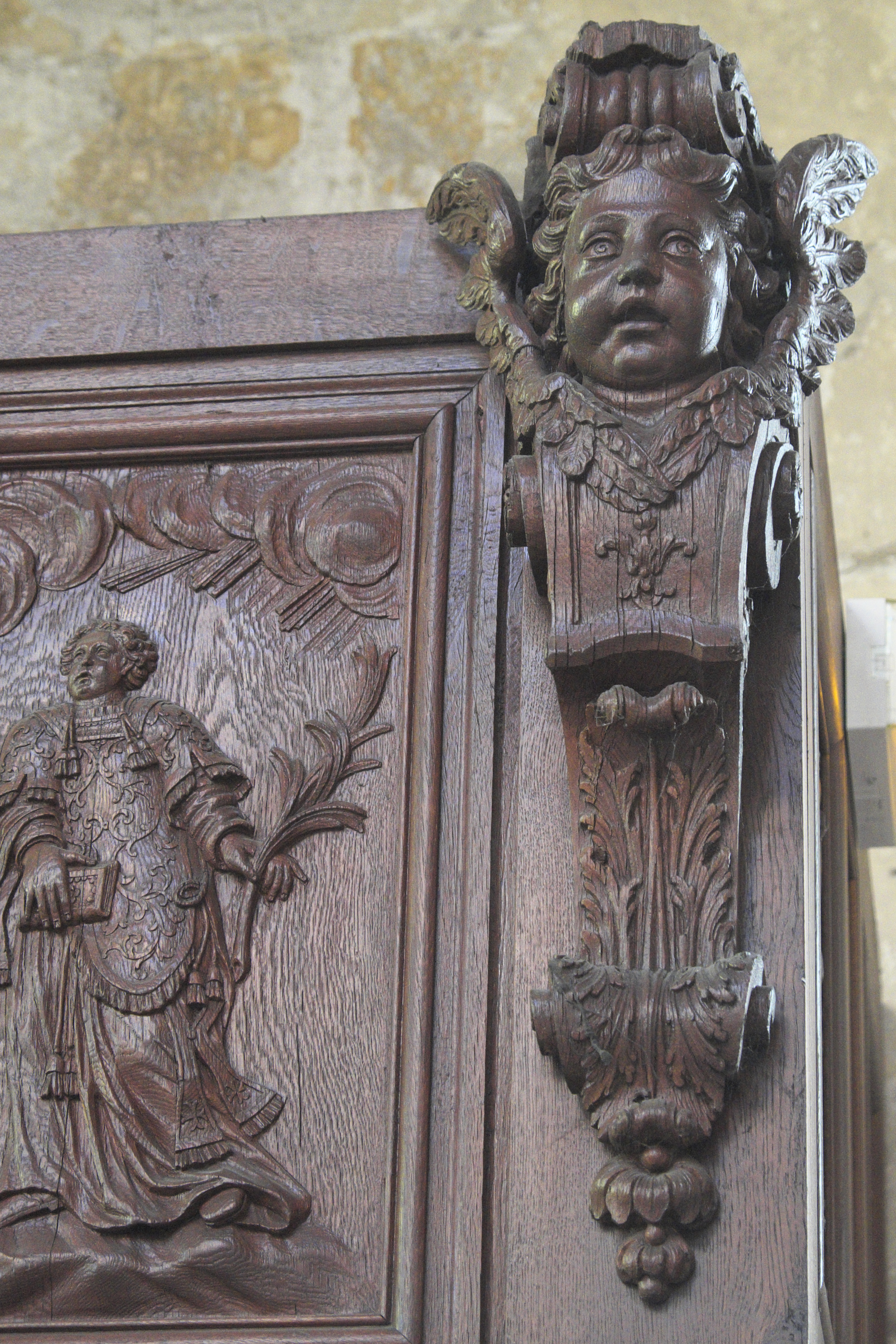
Ehemalige Banc d’œuvre
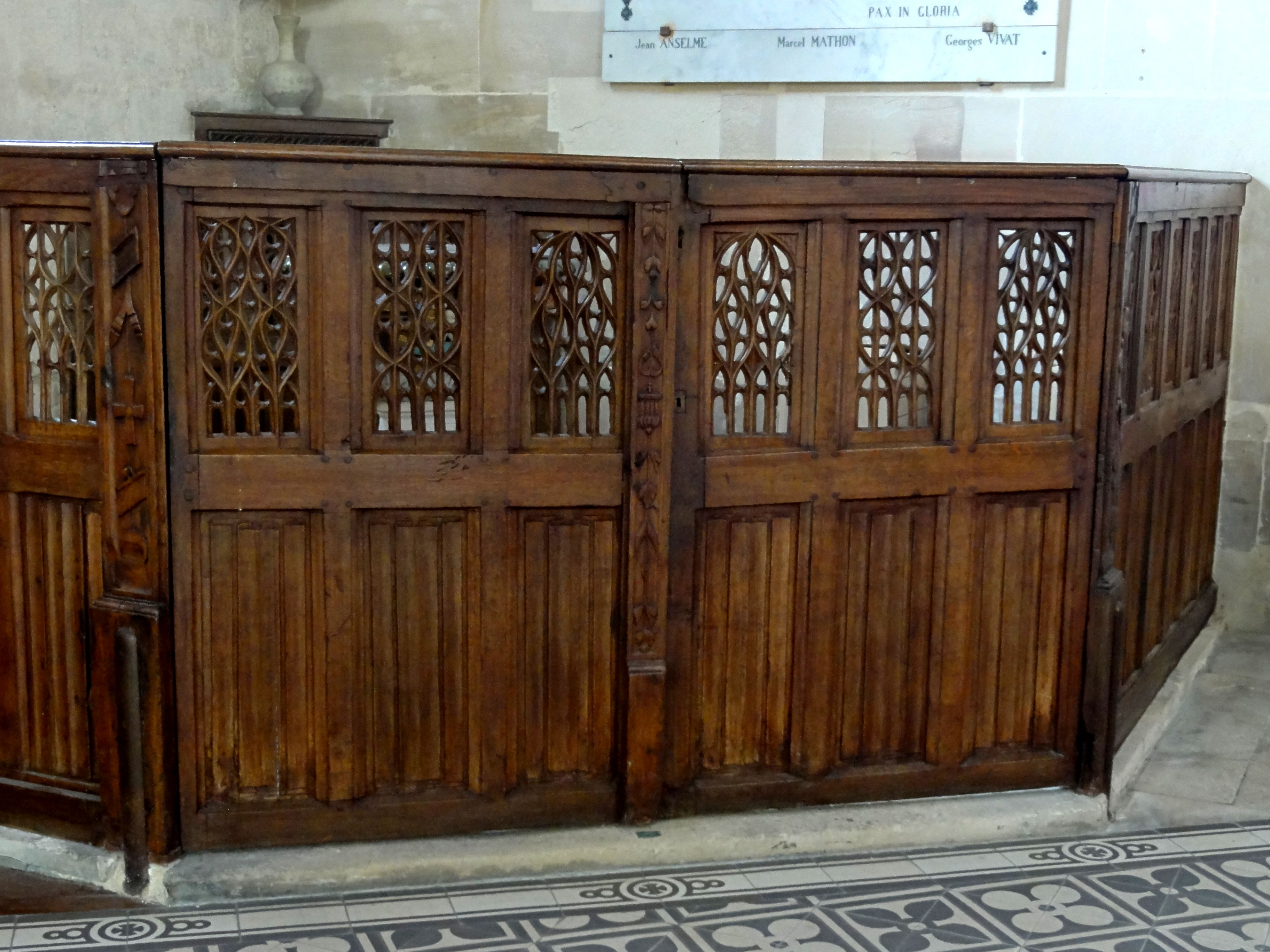
Einfassung des Taufbeckens